# Rehns BK
Rehns BK är en idrottsklubb i Bollnäs i Hälsingland. Klubben startades som bandyklubb 1933, men bandyn lades ner 1946. Orienteringen startade 1936, sedan har skidorientering, skidåkning, precisionsorientering och friidrott tillkommit. Namnet kommer från Rehn/Ren, som är en del av Bollnäs som ligger öster om Ljusnan. Föreningen har en aktiv tränings-, ungdoms- och elitverksamhet.

## Framgångsrika idrottare i klubben
Orienteraren Jerker Lysell, som bland annat tagit guld i världsmästerskapen i orientering 2016, representerar klubben.

## Arrangemang
Klubben var medarrangör till O-ringen 1981, 2006 och 2011.  Bland skidtävlingar som klubben har arrangerat finns skid-SM 1989 och ICA cup (för 13- och 14-åringar) 2017-2020.
Återkommande arrangemang har varit Bollnästräffen, Naturpasset och KartoHoj i orientering, Helsingehelg i precisionsorientering, Bollnässkidan och Hälsingeleden på skidor samt Bollnäs trail race i terränglöpning.